# Lantyan
Lantyan – wieś w Anglii, w Kornwalii. Leży 69 km na północny wschód od miasta Penzance i 342 km na zachód od Londynu.